# Н035 Ирбис
Н035 «Ирбис» — российская многорежимная авиационная радиолокационная станция с фазированной антенной решёткой разработки НИИП и ГРПЗ. Средняя мощность радара на излучение — порядка 5 кВт, максимальная — 20 кВт. Управление лучом электронное (с механическим доворотом полотна антенны двухстепенным электрогидроприводом для увеличения угла отклонения луча). Дальность обнаружения воздушных целей  до 400 км.

## История
Разработка Н035 для истребителей промежуточного 4++ поколения была начата в 2004 году.
В 2005 году к созданию подключился ГРПЗ, разработка завершена в 2009 году.
В 2006 году начались лётные испытания на опытном Су-30МК2.
В ходе натурных испытаний по цели Су-27 при мощности 1 кВт была достигнута дальность обнаружения 300 км, захвата — 250 км.
На первых двух Су-35С были установлены серийные Н035, участвующие в ГСИ, которые планировалось завершить в 2012 году.

## Конструкция
Блок аналого-цифровой обработки радиолокационных сигналов производит дискретизацию входного сигнала на промежуточной частоте, цифровое гетеродинирование сигнала, аппаратную свёртку входного ФКМ-сигнала с подавлением боковых лепестков автокорреляционной функции.

## Характеристики
Источники
- Диапазон частот: X
- Диаметр ФАР: 900 мм
- Количество ППЭ: 1850
- Цели:
  - Сопровождение на проходе: до 30 воздушных или 4 наземные
  - Одновременный обстрел: до 8 целей — ракеты с АРГСН (например, Р-77) или 1(РЛСУ "Ирбис-Э"[2]) - 2 цели для ракет с ПРГСН (подсвет для РГС Р-27Р); до 2 наземных целей управляемым вооружением воздух-земля
- Дальность обнаружения целей:
  - с ЭПР 0,01 м² на встречных ракурсах 100 км;
  - с ЭПР 0,1 м² на встречных ракурсах 160 км;
  - с ЭПР 1 м² на встречных ракурсах 270 км;[4]
  - с ЭПР 3 м² на встречных ракурсах 350—400 км, на догонных до 150 км;[2]
  - Углы обзора по азимуту и углу места ±60° (электронное), ±120° (с гидроприводом);
  -  По крену 90°;[5]
- Средняя мощность импульса: 5 кВт;
- Пиковая мощность импульса: 20 кВт;
- Дискретная непрерывная мощность подсвета: 2 кВт;
- Разрешение при картографировании: 3 м.

## Оценка
Излучатель с пиковой мощностью 20 кВт в составе ПФАР делает «Ирбис» самой мощной в мире радиолокационной системой управления..
Достоинства РЛС Ирбис: большой коэффициент усиления ФАР, минимальные потери в трактах, цифровая обработка сигналов с накоплением, а также мощный 5 кВт усилитель. Двухстепенной гидропривод позволяет менять вертикальную поляризацию на горизонтальную, для улучшения видимости надводных целей и противодействию активным помехам противника. Увеличенный угол обзора в 2 раза — 120 градусов против 60 у АФАР, в пределах сканирования в 60 градусов у РЛС Ирбис отсутствует падение потенциала, вращение антенны позволяет избежать нарушения когерентности входного сигнала
- Назначенный ресурс не менее 6000 часов, 30 лет.
  - Межремонтный ресурс и срок службы — 1500 часов, 12 лет.
  - Среднее время ремонта не более 30 мин.[2]
- РЛС обеспечивает обнаружение целей в любых погодных условиях при наличии естественных и организованных помех.

Основную критику экспертов вызывает использование пассивной фазированной антенной решётки, которая является промежуточной ступенью на пути к АФАР.
Из недостатков отмечается также, что «Ирбис» менее скрытен и более уязвим для помех по сравнению с радарами современных западных истребителей